# CLIÉ
Sony CLIÉ (creativity, lifestyle, innovation, emotion, раніше communication, link, information and entertainment) — це серія кишенькових персональних комп'ютерів (КПК) під керуванням операційної системи (ОС) Palm OS, розробленої Sony з 2000 по 2005 рік. Пристрої представили багато нових функцій на ринку КПК, таких як інтерфейс поворотного перемикача (або поворотного колеса), дисплеї з високою роздільною здатністю та технології Sony, такі як слоти Memory Stick і відтворення аудіо ATRAC3. Більшість моделей розроблено та виготовлено в Японії. Назва була спробою створити неологізм, хоча джерсійською мовою вона означає «інструмент».
КПК CLIÉ відрізнялися від інших моделей Palm OS своїм акцентом на мультимедійних можливостях, включаючи відтворення фотографій, відео та аудіо, задовго до того, як будь-які інші КПК Palm OS мали такі можливості. Більш пізнім моделям приписують стимулювання конкуренції на раніше застійному ринку Palm, закриваючи багато розривів, які існували між КПК Palm OS і тими, хто використовує Microsoft Windows Mobile, особливо для мультимедіа, а також завдяки власному інтерфейсу запуску програм Sony.

## Закриття серії
Влітку 2004 року Sony оголосила, що відтоді нові CLIÉ будуть вироблятися та доступні лише в Японії, а навесні 2005 року Sony оголосила про припинення виробництва лінійки продуктів CLIÉ. Останніми моделями, які були випущені в усьому світі, були PEG-TJ27, PEG-TJ37 і PEG-TH55. Останньою моделлю, випущеною в Японії, був PEG-VZ90. Незабаром після закриття лінії CLIÉ, Sony припинила надавати оригінальні драйвери для встановлення, включаючи версію Sony Palm Desktop для CLIÉ, які необхідні для гарячої синхронізації з ПК та іншим чином використання переваг багатьох функцій КПК, для яких може знадобитися ПК. Кілька шанувальників CLIÉ взяли на себе зобов’язання розповсюдити ці драйвери безкоштовно для завантаження на www.sonyclie.org.

## Продукти
КПК CLIÉ випускалися серійно, зазвичай з кількома моделями в кожній серії. У наступні роки виробництво кількох серій проводилося одночасно.

### Motorola Dragonball ЦП: Palm OS 3.5, 4.x
- S серія (2000–2002)
- T серія (2001–2003)
- N серія (2001–2002)
- NR серія (2002)
- SL/SJ серії (2002–2003)

### ARM сумісні ЦП: Palm OS 5.0, 5.2
- NX серія (2002–2004)
- NZ серія (2003–2004)
- TG серія (2003–2004)
- UX серія (2003–2004)
- TJ серія (2003–2004)
- TH серія (2004)
- VZ серія (2004–2005) (тільки в Японії)

## Підтримка Macintosh
Офіційно лінійка CLIÉ не підтримувала Macintosh, і Sony ніколи не надала жодного програмного забезпечення для КПК для операційних систем Macintosh. Однак, будучи пристроєм Palm OS, кожен КПК CLIÉ був здатний виконувати операції HotSync з комп’ютером Mac OS. Це дозволило синхронізувати основні функції персонального інформаційного менеджера (PIM) та інсталювати нове програмне забезпечення, хоча ця можливість була непридатною, оскільки програмне забезпечення Mac HotSync не розпізнавало КПК. Однак PalmSource безшумно додав можливість розпізнавати старі пристрої CLIÉ, надаючи нові версії свого програмного забезпечення Palm Desktop для Mac. Це було необхідно для тих, хто міг синхронізувати тільки через USB.
Спільнота користувачів CLIÉ незабаром виявила, що ці «оновлення» були просто питанням додавання кількох рядків до файлу списку властивостей виявлення USB. З тих пір детальні інструкції [Архівовано 31 березня 2022 у Wayback Machine.] були розміщені в Інтернеті для тих, хто хоче синхронізувати свої КПК CLIÉ. Для синхронізації Bluetooth не потрібні зміни, але синхронізація Wi-Fi неможлива, оскільки програмне забезпечення Mac OS HotSync не підтримує мережну синхронізацію. Також існують деякі обхідні шляхи для мультимедійних функцій. Для тих, хто бажає більш потужної інтеграції Mac OS/CLIÉ, також доступний продукт Missing Sync від компанії Mark/Space. Це робить можливою незашифровану синхронізацію Wi-Fi, але помилка в мережевому стеку CLIÉ змінює IP-адреси, а це означає, що залученому Macintosh потрібна паліндромна IP-адреса, наприклад 10.0.0.10.